# MicroMACRO
microMACRO era una trasmissione della RSI che è andata in onda dal 1997 al 2010 su RSI LA1 i venerdì sera alle 22:15. Lo scopo che si prefiggeva la trasmissione era quella di dare uno sguardo sulla società che cambia: da una parte la società globalizzata e dall'altra il singolo cittadino. Quindi il programma seguiva l'evoluzione di avvenimenti vicini e lontani e interpretava i nuovi fenomeni socio-economici nella realtà che ci circonda.

## Tipi di dibattiti
Tematiche trattate dagli ospiti:
- Ambiente
- Congiuntura e monete
- Consumi
- Energie
- Finanza
- Globalizzazione
- Industria
- Lavoro
- Socialità
- Società
- Storia
- Svizzera